# 가슴 마고메도프
가슴 마고메도비치 마고메도프(아제르바이잔어: Qaşım Maqomedoviç Maqomedov, 러시아어: Гашим Магомедович Магомедов 가심 마고메도비치 마고메도프[*], 1999년 9월 22일~)는 러시아 태생 아제르바이잔의 태권도 선수이다. 2024년 하계 올림픽에서 플라이급에서 은메달을 획득했으며 유럽 태권도 선수권 대회에서 동메달 1개를 획득했다.

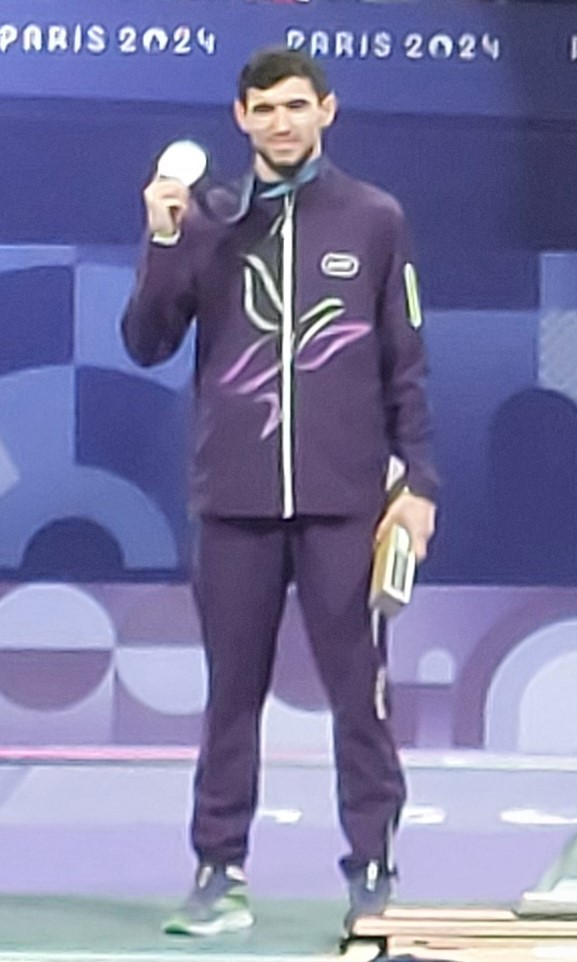
2024년 하계 올림픽 시상식 당시의 마고메도프